# Noce i dnie
Noce i dnie é um filme de drama polonês de 1976 dirigido e escrito por Jerzy Antczak. Foi indicado ao Oscar de melhor filme estrangeiro na edição de 1977, representando a Polônia.

## Elenco
- Jadwiga Barańska (Barbara Niechcic)
- Jerzy Bińczycki (Bogumił Niechcic)
- Barbara Ludwiżanka (mãe de Barbara)
- Jerzy Kamas (Daniel Ostrzeński)
- Janina Traczykówna (Michalina Ostrzeńska)
- Elżbieta Starostecka (Teresa Ostrzeńska-Kociełło)
- Emir Buczacki (Lucjan Kociełło)
- Stanisława Celińska (Agnieszka Niechcic)
- Jan Englert (Marcin Śniadowski)
- Kazimierz Mazur (Tomasz Niechcic)
- Olgierd Łukaszewicz (Janusz Ostrzeński)
- Anna Nehrebecka (Celina Katelba)
- Andrzej Seweryn (Anzelm Ostrzeński)
- Karol Strasburger (Józef Toliboski)
- Henryk Borowski (Klemens Klicki)
- Beata Tyszkiewicz (Stefania Holszańska)